# Sao Paulo WCT
Il Sao Paulo WCT è stato un torneo di tennis facente parte del World Championship Tennis giocato dal 1974 al 1976 a San Paolo in Brasile su campi in sintetico indoor.

## Albo d'oro

### Singolare
| Anno | Vincitore  | Finalista        | Punteggio     |
| ---- | ---------- | ---------------- | ------------- |
| 1974 | Björn Borg | Arthur Ashe      | 6–2, 3–6, 6–3 |
| 1975 | Rod Laver  | Charlie Pasarell | 6–4, 6–4      |
| 1976 | Björn Borg | Guillermo Vilas  | 7–6, 6–2      |

### Doppio
| Anno | Vincitori                  | Finalisti                    | Punteggio     |
| ---- | -------------------------- | ---------------------------- | ------------- |
| 1974 | Adriano Panatta Ion Țiriac | Ove Nils Bengtson Björn Borg | 7–5, 3–6, 6–3 |
| 1975 | Ross Case Geoff Masters    | Brian Gottfried Raúl Ramírez | 6–7, 7–6, 7–6 |
| 1976 | Ross Case Geoff Masters    | Charlie Pasarell Allan Stone | 7–5, 6–1      |